# Корбина Гребля
Ко́рбина Гре́бля — колишній хутір поблизу сучасного села Великий Крупіль Згурівського району Київської області. Він був заснований у 1705—1731 роках. Назва Корбина Гребля походить від імені його першого власника — Федора Корбе.

## Історія
Хутір лежав на переправі через річку Недру на південь від містечка Великий Крупіль неподалік від Войтового, яка використовувалася ще в стародавні часи.[джерело?]
Згадується в документах XIX століття.
Тут розташовувався водяний млин, залишки якого зберігалися ще досить довго. Хутір був зруйнований у 1920-ті роки, мешканців виселили до Великого та Малого Круполів.
У 1923-1925 роках хутір належав до Великокрупільської сільради Лехнівського району Прилуцького округу. На 1923 рік Корбина Гребля мала 16 жителів.  1926 року у списках населених пунктів відсутній.